# Sakurako
Sakurako (桜子 oder 櫻子) ist ein japanischer weiblicher Vorname.

## Namensträgerinnen
- Sakurako Mukōgawa (* 1992), japanische Skirennläuferin und Freestyle-Skierin
- Sakurako Ogyū (* um 1960), japanische Jazzpianistin
- Sakurako Terada (* 1984), japanische Curlerin